# Zdice
Zdice (en allemand : Zditz) est une ville du district de Beroun, dans la région de Bohême-Centrale, en Tchéquie. Sa population s'élevait à 4 120 habitants en 2024.

## Géographie
Zdice est arrosée par la Litavka, un affluent de la Berounka, et se trouve à 8 km au nord-est de Žebrák, à 10 km au sud-ouest de Beroun et à 38 km à l'ouest-sud-ouest de Prague.
La commune est limitée par Svatá et Trubín au nord, par Králův Dvůr et Tmaň à l'est, par Chodouň et Bavoryně au sud, et par Hředle au sud-ouest et à l'ouest.

## Histoire
La première mention écrite de la localité date de 1147.

## Transports
Par la route, Zdice se trouve à 10 km de Žebrák, à 11 km de Beroun et à 44 km du centre de Prague.